# 蝼蛄19号行动
蝼蛄19号行动（希伯來語：‎）是1982年6月9日第五次中东战争开始时，以色列空军针对叙利亚駐黎巴嫩軍用目标发起的一次对敌防空压制行动。这是历史上西方装备空军首次成功摧毁苏制防空导弹网的行动。 同时也是二战和朝鲜战争以来最大规模的空战。最终以色列取得决定性胜利，因此也俗称为“贝卡谷地猎火鸡”。
以色列空军在赎罪日战争结束时开始着手进行防空导弹压制行动。以色列和叙利亚在黎巴嫩问题上的紧张关系在20世纪80年代初升级，最终导致叙利亚在贝卡谷地部署地对空导弹。1982年6月6日，以色列入侵黎巴嫩，在战争的第三天，随着以色列国防军和叙利亚军队之间的冲突不断，以色列决定发起行动。
创新的战术和技术在大约两个小时的战斗中投入使用。当天，以色列空军摧毁了部署在贝卡谷地的30个地对空导弹阵地中的29个，并击落了82-86架敌机，自己的损失极小。战争导致美国要求以色列和叙利亚停火。

## 背景

### 赎罪日战争的余波
在1973年的赎罪日战争中，埃及拥有20套机动萨姆-6，70套萨姆-2 和65套萨姆-3防空导弹系统以及超过2500套防空炮和大约3000套萨姆-7防空导弹。叙利亚还部署了34套地对空导弹。在战斗初期的模型5号行动中，以色列空军试图在戈兰高地附近摧毁地对空导弹，但失败了，给进攻部队带来了灾难性的后果。在战争的头三天，以色列空军在大约1,220架次飞机出动中损失了50架飞机，损失率为4%。SA-6、SA-7和ZSU-23-4命中了以色列战前共170架A-4天鹰式攻击机中的53架和177架F-4鬼怪II战斗机中的33架。结果，以色列空军发现很难向地面部队提供空中支援。10月14日，当埃及试图突破其防空导弹炮兵连的射程时，埃及损失了28架飞机，而以色列赢得了一场重要的陆战。在1973年到1978年之间，以色列空军承担了一个艰巨的任务，试图找到对付地对空导弹的方法。
以色列在1973年战争中遭受的损失如此之大，以至于间接催生了美国的隐形飞机项目“拥蓝试验机”。美国估计，如果不能解决防空导弹问题，即使是美国也会在美苏冲突爆发的两周内耗尽其空军力量。以色列在18天内损失了109架飞机。
1980年5月28日，在赛达附近，以色列空军导弹摧毁了两辆载有SA-9炮台的装甲车，当时正在由利比亚军队驾驶。以色列媒体宣布找到了地对空导弹问题的解决方案，但以色列空军指挥官大卫·伊夫里说，这种评估为时过早，SA-9并没有真正明显优于其前身。总理梅纳赫姆·贝京，当时也是国防部长，宣布以色列空军可以在两小时内摧毁其防空导弹系统。但是伊夫里对媒体说，以色列空军根本做不到这一点。

### 1981年地对空导弹危机
1981年4月28日，以色列空军（拉马特大卫空军基地117中队的F-16A战斗机）在黎巴嫩上空击落了两架叙利亚直升机。作为回应，叙利亚向贝卡山谷部署了第一批地对空导弹旅。防空导弹并不是对以色列的直接战略威胁，而且叙利亚已经在边境另一侧的黎巴嫩东部部署了几座防空导弹。贝京面临着一个两难境地：一方面，新的部署降低了以色列的威慑力，另一方面，空袭可能会导致与叙利亚发生不必要的冲突。最终，他决定在4月30日发动袭击，但由于天气状况，行动被取消。天气转晴时，以色列空军正忙于为巴比伦行动做准备。与此同时，美国担心苏联对以色列袭击的反应可能会导致两个超级大国之间的危机，因此贝京总理迫于美国的压力，开始停止攻击。以色列最终同意取消空袭，美国特使菲力普·哈比卜被派往该地区担任调解人。他在耶路撒冷和大马士革之间穿梭，但没能说服叙利亚拆除导弹。
12月14日，以色列通过了《戈兰高地法》，将戈兰高地并入以色列。叙利亚总统哈菲兹·阿萨德认为这是在向叙利亚宣战，但他认为，叙利亚目前还不具备开战的条件。这项法律使以色列受到了美国和国际社会的严厉批评。12月20日，以色列内阁召开每周例会，国防部长阿里埃勒·沙龙和参谋长拉斐尔·埃坦在会上提出了入侵黎巴嫩的“大计划”，其中包括占领贝鲁特-大马士革高速公路。贝京支持这项计划，但其他内阁成员反对，他决定取消这项计划。
防空导弹抑制行动最初被称为“鼹鼠3号行动”，但是地对空导弹的数量不断增加，最终达到19座，为此，这个行动更名为“蝼蛄19号行动”，这是1973年以来一场全面战争计划的名字，以使得部队做好心理准备。这个名字在2002年首次被披露。

## 前奏
1982年6月8日星期二，当以色列部队向杰津挺进时，贝京在议会向叙利亚人发表了部分声明，敦促他们不要干预战争，除此之外他还说:“我再次声明，我们不希望与叙利亚开战。在这个平台上，我呼吁阿萨德总统指示叙利亚军队不要伤害以色列士兵，这样叙利亚士兵就不会有任何不好的事情发生。我们不希望与叙利亚军队发生冲突，如果我们到达距离我国北部边境40公里的地方，工作就完成了，所有战斗都将结束。我要把我的话告诉叙利亚的总统。他知道如何遵守约定。他和我们签订了停火协议，并且一直在遵守。他不允许恐怖分子采取行动。如果他现在在黎巴嫩继续以这种方式行事，我们的士兵就不会伤害任何叙利亚士兵。”

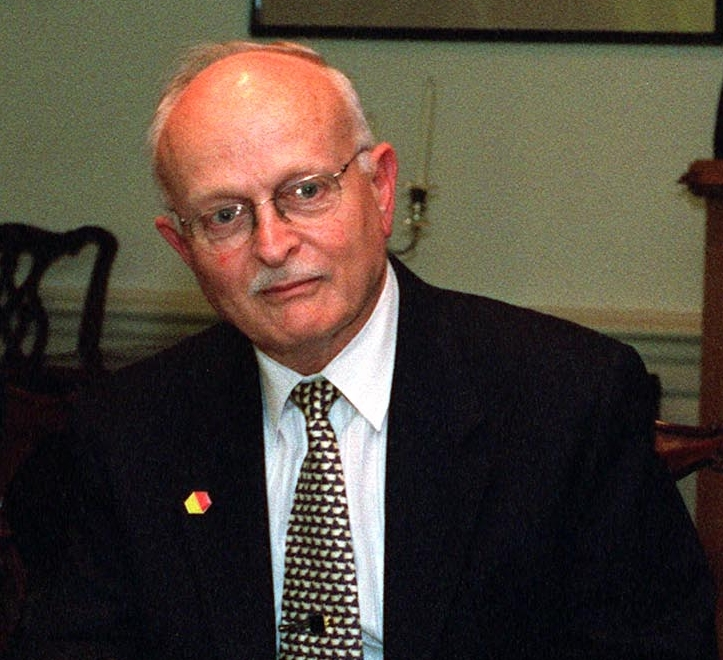
大卫·伊夫里

今晚，当杰津之战在黎巴嫩中部进行时，沙龙在北部司令部总部的一次会议上说，“我们今天知道，将会与叙利亚人发生直接对抗”，并认为最好是深入黎巴嫩。晚上11点，以色列国防军进入艾因扎哈尔塔，在与叙利亚一个师的战斗中被撞见，这阻止了以色列军队的前进。沙龙将此作为他推出蝼蛄19号行动的主要理由。前办公室副主任和摩萨德的指定负责人耶库蒂尔·亚当表达了他对内阁没有完全了解战争的范围和目标的担忧。尽管如此，沙龙还是让北方司令部司令阿米尔·德罗里在贝加山谷上开路，副参谋长摩西·利瓦伊飞到艾因扎哈尔塔，告诉指挥官梅纳赫姆·埃纳恩，以色列空军那天会攻击叙利亚的导弹。与此同时，伊夫里了解到，无人机发现了另外五个SA-6从戈兰高地进入贝卡山谷。以色列空军将这一举动解读为一个信号，表明叙利亚无意卷入一场重大战争，否则地对空导弹就会被部署在保卫通往大马士革的道路上。伊夫里认为，这次重新部署表明，他们可以在不引发与叙利亚全面战争的情况下打击导弹基地。

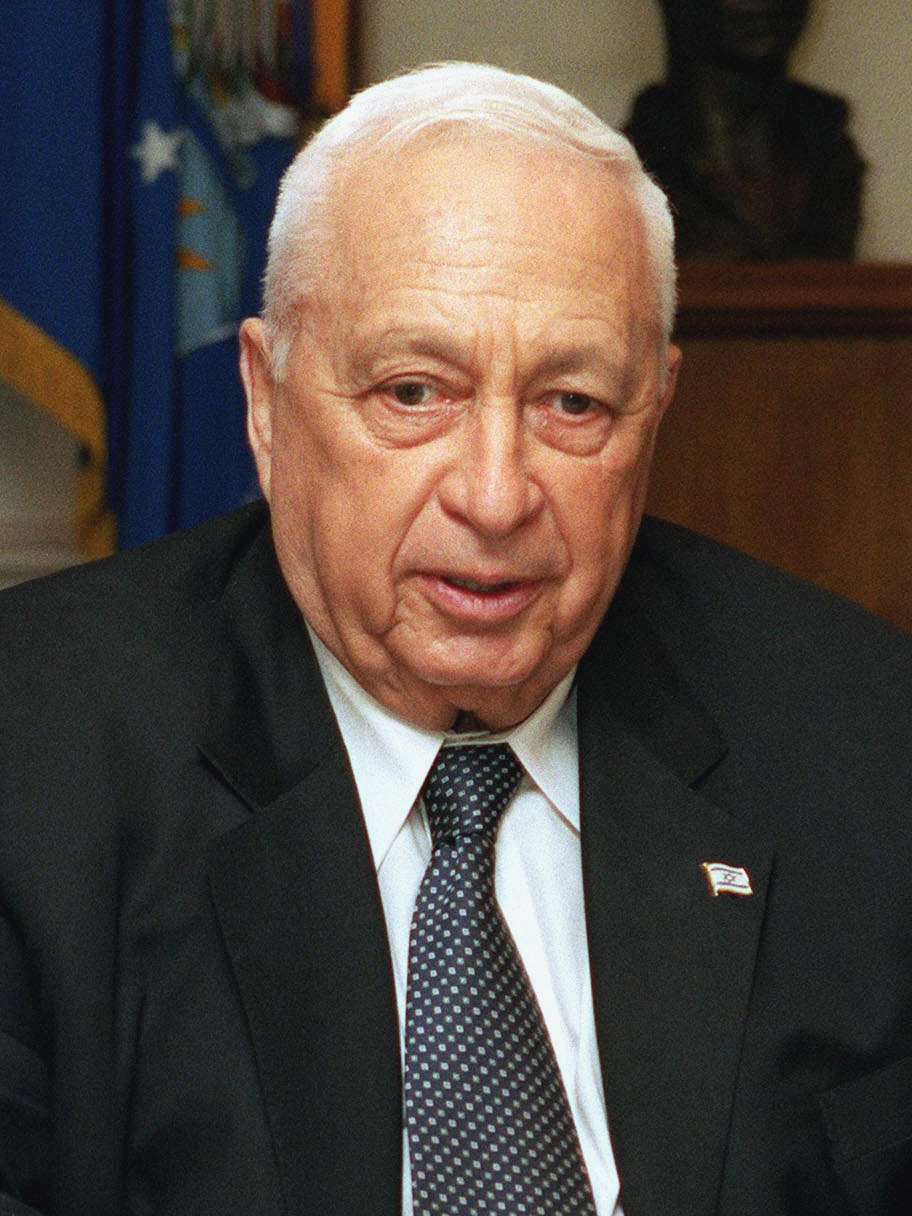
沙龙

沙龙6月9日星期三飞回耶路撒冷参加内阁会议。他说，叙利亚已经开始将第二装甲师从艾因扎哈尔塔南迁。根据政治时间表，等待到周四将没有足够的时间进行地面推进。和沙龙一起参加会议的德罗里反对这次袭击，认为这是多余的。埃坦是举棋不定的，他更倾向于将攻击限制在向叙利亚发出信号。交通部长齐波里认为，沙龙的计划超过了最初的40公里。沙龙回答说，这条线必须从以色列的最北端梅图拉开始测量。他补充说，摧毁贝卡的导弹系统是拯救艾因扎哈尔塔部队的必要条件。内政部长优素福·伯格指出，一场针对叙利亚人的战斗似乎迫在眉睫，这与内阁的愿望相反，而且攻击导弹只会加剧事态，导致全面战争。沙龙强调了战场上士兵的脆弱。贝京转向伊夫里的副手阿莫斯·阿米尔，问他对以色列空军在这次袭击中损失的估计。阿米尔回答说:“我不能保证什么损失都没有，但损失会很小。”贝京开始支持这次袭击，最终伯格也被说服了。沙龙离开了会议，并发布了空袭和地面行动的命令。

## 战斗

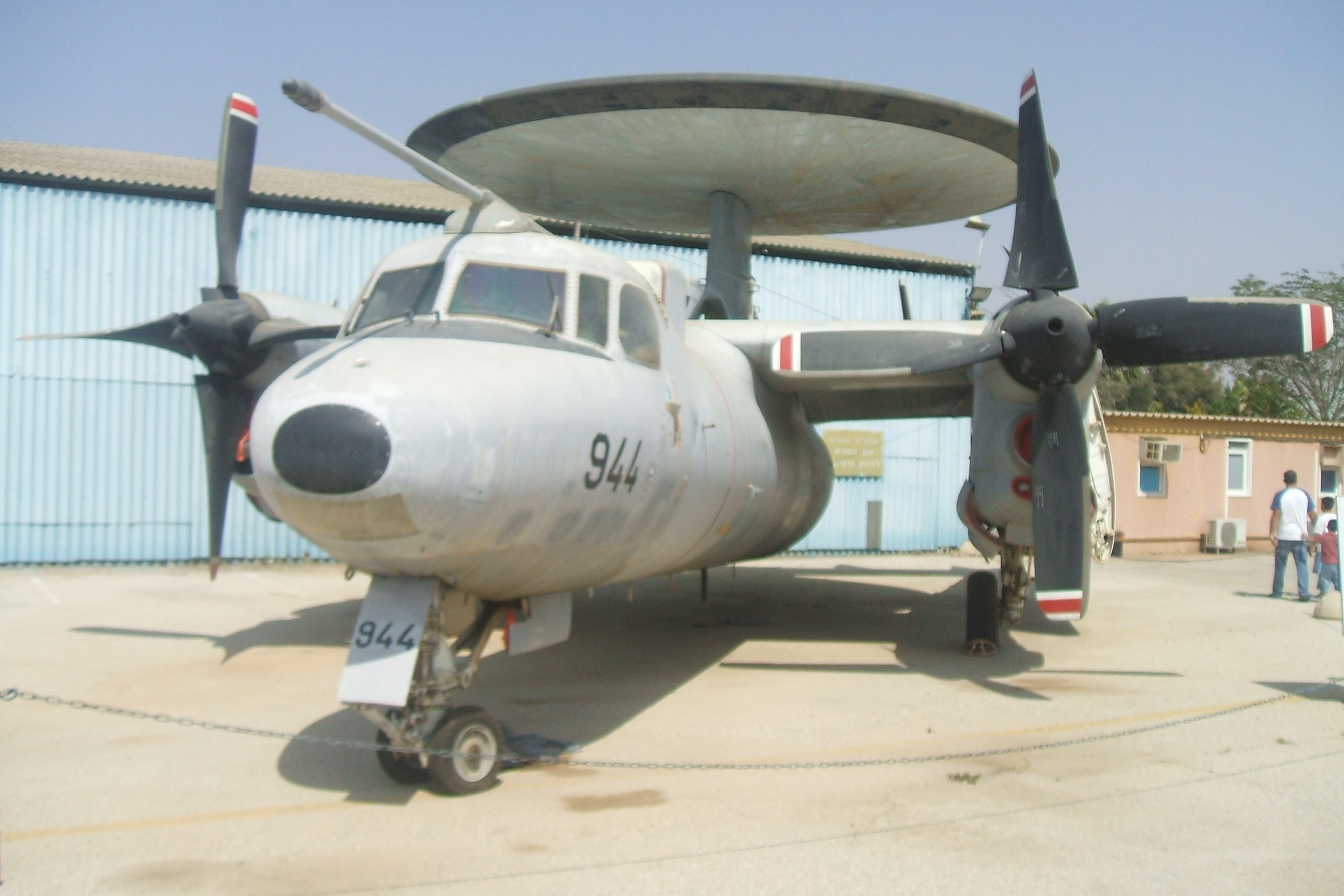
位于哈采里姆空军基地的以色列空军博物馆的E-2空中预警机

6月9日上午，以色列空军飞机在黎巴嫩上空三第层飞行。在从赛达到贝鲁特郊区的海岸线上，秃鹰和天鹰为地面部队提供近距离空中支援，并打击巴勒斯坦解放组织的目标。在第二层，超过10000英尺（3000米），类似的编队正在盘旋并等待命令。在最高层，鹰眼被部署以确保制空权。第一架特遣部队的飞机攻击了叙利亚在杰贝尔·巴鲁克山顶上的雷达，该雷达当时正在大面积指挥。
伊夫里在上午10点接到了执行行动的许可，但那时他已经把袭击推迟到了下午2点。下午1:30，伊坦下令伊夫里进行空袭，以色列飞机成双成对起飞。第一波由96架F-15和F-16组成。第二次进攻是在下午3点50分，由92架飞机组成。当袭击开始时，叙利亚人命令他们的战斗空中巡逻队返回基地和地面。
以色列空军飞机携带电子对抗吊舱来干扰雷达跟踪。以色列空军在特拉维夫的指挥站通过各种数据链接向伊夫里提供了空战的即时指挥图像。带有机载监视雷达的E-2C将它们的照片连接到指挥所。塔迪兰“獒犬”中队和以色列航空工业公司“侦察兵”远程无人机始终保持至少(幾)个在空中，提供防空导弹的固定位置。伊夫里和他的飞行员之间建立了双向语音通信，允许即时指挥。

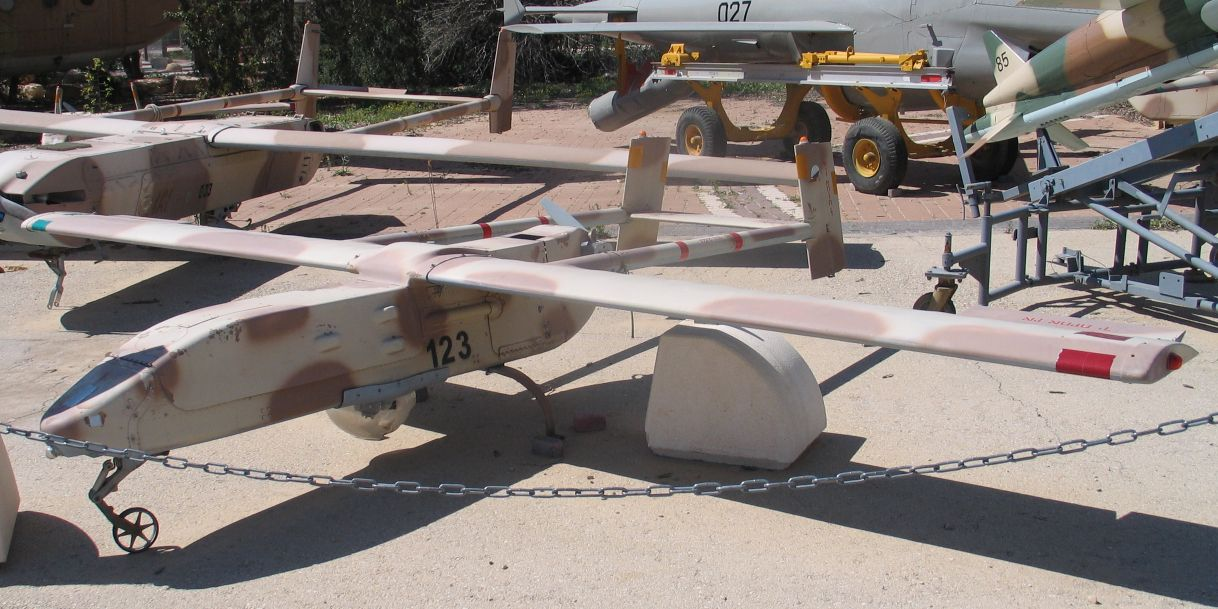
博物馆中的以色列航空工业公司“侦察兵”远程无人机

主要参与的叙利亚战斗机是米格-21，还有相当数量的米格-23和Su-17攻擊機。叙利亚飞机依靠地面控制拦截基地进行指挥和控制。导弹网是由SA-2、SA-3和SA-6组成的。以色列空军的F-15、F-16、F-4和幼狮战斗机装备AIM-7F麻雀雷达制导导弹、AIM-9L响尾蛇红外制导导弹和计算机瞄准的20毫米大炮。F-15和F-16配备了平视显示系统。
“獒犬”中队率先出击，让叙利亚地对空导弹相信有许多攻击机在其上空，从而打开了雷达。一旦“藏獒”被叙利亚雷达跟踪，跟踪信号就会被传送到导弹射程之外的另一名侦察人员。侦察员随后将这个信号转送给沿海岸盘旋的E2C鹰眼飞机。收集的数据由E2C和波音707电子对抗飞机进行分析。一旦地对空导弹向无人机发射导弹，F-15和F-16提供空中掩护，F-4幻影攻击地对空导弹，用AGM-78和AGM-45反辐射导弹摧毁它们。导弹的快速飞行时间最小化了F-4对地对空导弹的暴露。据报道叙利亚发射了57枚SA-6，但没有效果。
据伊夫里说，许多地对空导弹都位于叙利亚边境一侧。埃坦说:“从作战的角度来看，我可以说，我们在战争爆发前很久就使用了小型遥控飞行器来识别和定位叙利亚所有的导弹发射台。然后，我们使用了先进的电子设备，使我们能够“屏蔽”或中和导弹基地的地对空雷达。我们使他们无法对我们高空的飞机进行可靠的定位。但在直接空袭之前，我们使用了远程火炮”。

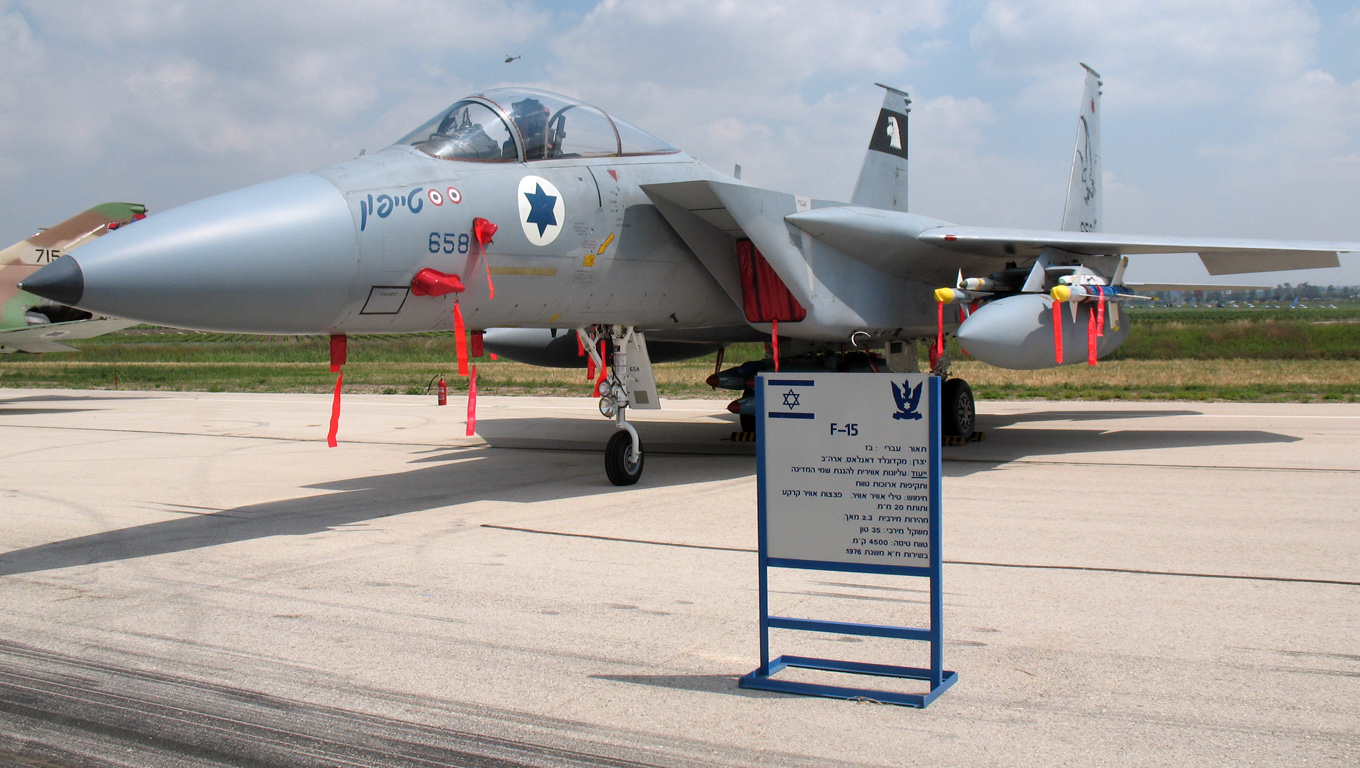
击落了两架叙利亚飞机的以色列F-15战斗机

叙利亚派出了大约100架战斗机来阻止袭击。拦截以色列空军的飞行员经常依赖甚高频无线电，希望保持他们的战术通信和与指挥所的联系。选择性空中通信干扰干扰了米格-21和米格-23的电波，并切断了它们与地面控制的联系，使它们容易受到以色列战斗机的定向攻击。
以色列空军在叙利亚三个主要机场部署了火箭炮，报告了叙利亚飞机起飞的时间和数量。数据被传送到E-2C。以色列空军利用米格战机只有机头和机尾警报雷达系统，没有侧面警告系统的优势，干扰GCI通信网络。E-2C引导以色列飞机进入阵地，使他们能够从侧面攻击叙利亚飞机，后者将没有收到任何警告。由于受到干扰，叙利亚GCI空管人员无法引导他们的飞行员飞向飞来的以色列飞机。 麻雀导弹以3.5马赫的速度攻击，射程22至40公里（14至25英里），这意味着它们不仅在叙利亚人的雷达射程之外，也在他们的视距之外。响尾蛇的近距离“正面攻击”能力给了以色列火力优势。
谈到叙利亚对袭击的反应时，埃坦说:“当我们袭击叙利亚的导弹时，叙利亚人的第一反应是调遣他们的空军……任何（叙利亚战斗机飞行员）如果越过了我们部队所在方向的假想线，就会被摧毁，被击落。这条假想的线实际上是叙利亚境内导弹的射程。叙利亚空军的基本战术是对空作战，并越过这条假想的线，使其超出了本土导弹的保护范围。他们各行其是，然后跑回去找掩护。”
下午4点左右，14个导弹被毁，离天黑还有一个小时，伊夫里决定取消行动，因为他认为最好的结果已经实现，叙利亚人会在第二天把更多的地对空导弹转移到位。下午4点后不久操作就停止了。行动人员阿维姆·塞拉上校后来说，沙龙严厉批评了这一决定。

## 余波

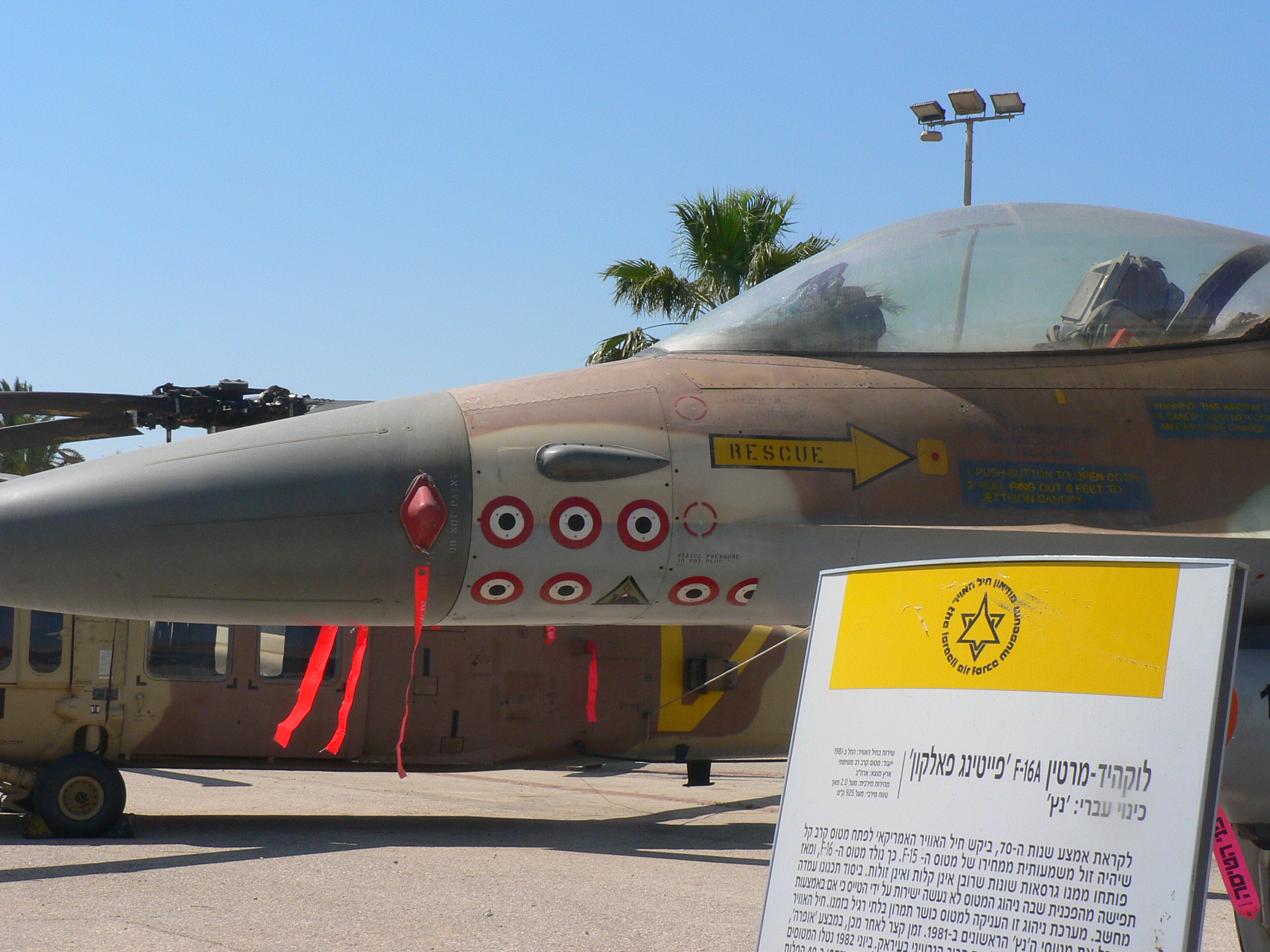
擊落7架叙利亚战斗机的以色列空军F-16战斗机(該架戰機亦參加了巴比倫行動)

当天晚上，以色列空军摧毁了正在向南移动的叙利亚陆军第47装甲旅，第二天，以色列空军摧毁了另外6个地对空导弹，其中2个是那次行动留下的，另外4个是叙利亚当晚进入贝加山谷的。叙利亚国防部长穆斯塔法·特拉斯告诉阿萨德，“叙利亚空军处于劣势，地对空导弹毫无用处，没有空中掩护，军队无法继续战斗。”
沙龙后来说，“如果我们容忍这种发展，叙利亚装甲部队就会由600辆坦克组成，由广泛的导弹保护伞保护。”他们的导弹连队向我们的飞机开火。我们别无选择，只能批准一项摧毁导弹集结的军事行动。”他称这次行动为入侵的“转折点”。以色列空军高级军官伊夫里后来说，“叙利亚飞机处于不利地位，必须在对叙利亚不利的总体战略和战术形势下，随时随地对以色列的威胁做出反应。”

以色列空军对参与行动的F-4E所授予的圓標

齐波里后来在他的书中写道，沙龙从战争前夕就开始策划这次袭击，但他欺骗内阁，让内阁相信与叙利亚的对抗是意料之外的。沙龙坚称，6月6日，他命令以色列国防军不要越过阿瓦利河，避免与叙利亚人发生冲突。不过，沙龙说，他确实命令军队准备一个应急计划，在贝鲁特-大马士革的高速公路上行驶，以防叙利亚人首先发动袭击。埃坦声称，在行动的前一天晚上，他与沙龙达成协议，如果内阁批准，以色列空军将为袭击做准备。以色列高级指挥官在行动后表示，加利利和平行动本可以在不对抗叙利亚的情况下实现。
周三，阿萨德派特拉斯前往莫斯科寻求一个全面的空中保护伞。苏联拒绝了，但在机场准备了大量军事装备，准备送往叙利亚，并派元帅帕维尔·库塔霍夫前往叙利亚，调查叙利亚的导弹发生了什么，担心北约可能会在东欧采取同样的行动。6月9日，阿萨德在大马士革会见了美国特使哈比卜，并拒绝了他的条件，要求以色列从黎巴嫩撤军作为停火的条件。美国总统罗纳德·里根于6月10日6时呼吁贝京和阿萨德接受停火协议。到周五中午停火生效时，以色列空军在空战中击落了82架飞机，没有损失一架。战争爆发一年后，由当时负责计划和行动的副参谋长约翰•肖中将率领的美国调查团抵达以色列，从这场战争中汲取经验教训。
苏联军事报纸《红星报》宣布，“67架以色列飞机，包括现代美国制造的F-15和F-16战斗机，在战斗中被击落”。该报还报道了他与一名叙利亚飞行员的会面，后者讲述了他击落一架以色列F-15战斗机的经历:“胜利并不容易，敌人是狡猾的”。即使在苏联内部，这些说法也遭到了极大的怀疑。1991年，伊夫里遇到了一位1982年在莫斯科服役的捷克将军。他告诉伊夫里，这次行动让苏联人明白了西方技术比他们先进，在他看来，对贝卡谷地导弹的打击推动了开放政策和苏联的崩溃。